# Stara Planina (cheval)
Pour les articles homonymes, voir Stara Planina.
Le Stara Planina (bulgare : Български планински коне, soit « cheval de montagne bulgare ») est une race de chevaux bulgare, propre aux montagnes du Grand Balkan (Stara Planina, en bulgare). Intégrée à la race du Karakatchan, elle est considérée comme éteinte, mais ce nom désigne aussi une population de 200 poneys de montagne en Serbie.

## Histoire
Le Stara Planina constitue une petite population de chevaux bulgares primitifs, restée isolée en raison de la nature de son biotope. Il est considéré comme une variété du cheval bulgare natif. La race originelle est désormais éteinte. Une population de 200 poneys située en Serbie est toutefois connue sous le nom de « Stara Planina ».
Une étude est conduite en 2005, dans le but de caractériser les populations de chevaux bulgares natifs isolées. Elle en conclut que le Stara Planina doit être rattaché à la race Karakatchan.

## Description
Ces chevaux de montagne bulgares, d'aspect massif, sont caractérisés par une taille réduite, due en partie à leurs jambes courtes. Ils ont une grosse tête allongée au front large, et une large encolure de moyenne longueur, bien attachée au corps. Le garrot est moyennement sorti. La poitrine est large mais peu profonde, le dos et les reins sont longs, large et bien attachés. La croupe est très bien développée. Les jambes sont fortes et les sabots solides ; la crinière et la queue sont fournies.
Une analyse génétique sur la race montre une excellente diversité génétique, et conclut à l'importance de préserver cette population équine.
Au printemps, les Stara Planina peuvent se rencontrer dans les vallées, mais à la fin du mois de mai, ils montent en estive à une altitude de 2000-2200 m. La plupart de l'année, ils vivent à une altitude de 1000-1200 m. Malgré des conditions de vie difficiles, ils sont en excellent état corporel. Le seul complément alimentaire reçu est du sel, versé par les éleveurs sur des pierres ou à même l'herbe, deux à trois fois par an. Ce sel est rapidement consommé par les chevaux.
La prédation rend la survie des poulains difficile, mais le taux de reproduction est en contrepartie élevé.

## Utilisations
Des chevaux sont régulièrement prélevés des hardes semi-sauvages pour être dressés et mis au travail.

## Diffusion de l'élevage
C'est une race locale et native de Bulgarie. On les trouve dans la plupart des montagnes bulgares, en particulier dans le Parc national du Balkan central, dans la région située entre Zlatitsa et Kotel. Il y a plus de 400 de ces animaux autour de Karlovo.
L'étude menée par l'Université d'Uppsala, publiée en août 2010 pour la FAO, signale le « Stara Planina » comme race de chevaux locale européenne éteinte. La base de données DAD-IS ne fournit pas d'effectifs et n'indique pas de niveau de menace.